# Morrigan Aensland
Morrigan Aensland (モリガン・アーンスランド?, Morigan Ānsurando) è un personaggio immaginario e la protagonista della serie di videogiochi Darkstalkers della Capcom. È doppiata da Yayoi Jinguji.
Morrigan è una succube, molto egoista. vive principalmente per assaporare emozioni in battaglia, anche se, sia i suoi finali dei giochi sia quelli degli anime, rivelano che Morrigan lentamente comincia a prendere coscienza delle sue responsabilità seriamente. Il suo aspetto è quello di una bella donna dai capelli verde-chiaro e con ali da pipistrello sulla schiena e sui lati della testa. Morrigan può cambiare la forma di queste ali e trasformarle in punte o lame quando attacca i nemici, o ancora usarle come scudo per difendersi dagli attacchi. Le sue ali inoltre possono anche separarsi da lei e formare una nuvola di pipistrelli. Può anche usare diversi attacchi magici e speciali.
Sebbene Demitri sembrerebbe più adatto, spesso appare evidente che sia Morrigan il personaggio principale della serie Darkstalkers grazie alla sua importanza nell'arco narrativo e anche alle sue apparizioni in altre serie di giochi fuori dalla sua.

## Storia
Morrigan è la figlia adottiva di Belial Aensland, uno dei re del Makai, o "mondo demoniaco". Divenne capo della famiglia Aensland dopo la morte del padre.
Quando nacque era estremamente potente, tanto che Belial fu costretto a sigillare parte del suo potere; ne sigillò un terzo in sé stesso (sarebbe ritornato a Morrigan alla sua morte) e un terzo in un'altra dimensione, che alla fine diverrà un'altra succuba, Lilith. Morrigan crebbe tenuta all'oscuro di ciò. Trovava la vita al castello degli Aensland noiosa, così fece visita al mondo umano diverse volte per cercare un qualche tipo di divertimento. Una notte, però, fu attirata da una strana forza (dopo riconosciuta come quella di Pyron) e si avventurò nel mondo umano ancora una volta.
Dopo essere ritornata da questo viaggio, le fu comunicato che Belial era morto e che lei sarebbe stata il successore al trono della famiglia Aensland. Nonostante sia di diritto regina del Makai lei continua a evitare le responsabilità e a vivere la sua vita come prima. Ma quando Jedah creò il Majigen, lei e il suo castello furono inglobati nella dimensione di Jedah. Avvertendo la presenza di Lilith, Morrigan parte per cercare qualche svago. Dopo che incontrerà Lilith le due torneranno a essere un unico essere.

## La razza dei succubi
Generalmente si pensa che la razza dei succubi assorba l'energia spirituale dal corpo del sesso opposto per utilizzarla come propria fonte di energia. Ma i succubi di Darkstalkers facenti parte della famiglia Aensland sono leggermente differenti; loro secernono un liquido speciale quando sono stimolati fisicamente o mentalmente. Il liquido che entra in circolo nel loro corpo li mantiene in vita. Se un succubo venisse tenuto segregato in un posto stretto morirebbe nel giro di due giorni a causa della mancanza di stimoli e quindi della mancata secrezione di liquido.
Per ovviare al problema essi sono divenuti capaci di estrapolare il liquido dai sogni degli altri; lo speciale liquido, infatti, si forma nel cervello mentre qualcuno sta sognando. Un succubo è capace di estrarlo, portarlo nel suo corpo e ricomporlo.
Il loro sangue e la loro saliva hanno un potente effetto eccitante, mentre il loro odore causa la dilatazione dei vasi sanguigni e l'aumento della sudorazione. Se un uomo si trovasse di fronte a un succubus e non avesse una forte volontà cadrebbe immediatamente sotto il suo controllo.
Gli appartenenti a questa razza vivono circa 400 anni. Dopo circa 10 anni dalla nascita ottengono le loro sembianze da adulti, che rimangono sino alla morte (restano infatti tali e quali persino durante la vecchiaia). Negli ultimi secoli la loro capacità di riprodursi è stata in pericolo, la quantità di energia assorbibile da un singolo individuo è limitata. La loro continua ricerca di sogni da cui trarre energia li ha portati nel mondo umano, ma sta diventando sempre più difficile per loro trovare il nutrimento.
Quando Morrigan salì al trono della famiglia Aensland c'erano solo 200 succubi rimasti. Con questo ritmo la razza dei succubi sarebbe scomparsa entro le 2-3 generazioni successive. Anche se i succubi stessi non si preoccupano della crisi e si godono la loro vita quotidiana.

## Modalità di gioco
Morrigan è spesso considerata una "shotoclone", ovvero un personaggio con mosse basate e ispirate principalmente a Ryu e Ken di Street Fighter. La sua super-mossa, Darkness Illusion fu la prima a impiegare la sequenza di tasti (Pugno debole, Pugno debole, Avanti, Calcio debole, Pugno forte).
Un punto di critica tra i fan è il fatto che abbia mantenuto lo stesso sprite che aveva nel gioco originale Darkstalkers (1994) fino al 2001 in Capcom vs. SNK 2. Con l'uscita del gioco Marvel vs. Capcom 3 (2010) Capcom ha ridisegnato completamente Morrigan con uno sprite più nuovo e al passo coi tempi.

## Altre apparizioni
| Gioco                                            | Dispositivo                 | Anno |
| ------------------------------------------------ | --------------------------- | ---- |
| Super Puzzle Fighter II Turbo                    | Arcade                      | 1996 |
| Marvel vs. Capcom: Clash of Super Heroes         | Arcade                      | 1998 |
| Super Gem Fighter Mini Mix                       | Arcade                      | 1998 |
| SNK vs. Capcom: Card Fighters' Clash             | Neo Geo Pocket              | 1999 |
| SNK vs. Capcom: Match of the Millennium          | Neo Geo Pocket Color        | 1999 |
| Gunbird 2                                        | Dreamcast                   | 2000 |
| Marvel vs. Capcom 2: New Age of Heroes           | Arcade                      | 2000 |
| Capcom vs. SNK: Millennium Fight 2000 Pro        | Arcade                      | 2000 |
| SNK vs. Capcom: Card Fighters 2                  | Neo Geo Pocket Color        | 2001 |
| Capcom vs. SNK 2: Mark of the Millennium 2001    | Arcade                      | 2001 |
| Namco × Capcom                                   | Playstation 2               | 2005 |
| SNK vs. Capcom: Card Fighters DS                 | Nintendo DS                 | 2006 |
| Cross Edge                                       | Playstation 3               | 2008 |
| Tatsunoko vs. Capcom: Cross Generation of Heroes | Nintendo Wii                | 2008 |
| Tatsunoko vs. Capcom: Ultimate All-Stars         | Nintendo Wii                | 2009 |
| Marvel vs. Capcom 3: Fate of Two Worlds          | Playstation 3, Xbox 360     | 2011 |
| Ultimate Marvel vs. Capcom 3                     | Playstation 3, Xbox 360     | 2011 |
| Project × Zone                                   | Nintendo 3DS                | 2012 |
| Street Fighter × All Capcom                      | Mobile                      | 2013 |
| Project × Zone 2                                 | Nintendo 3DS                | 2015 |
| Marvel vs. Capcom: Infinite                      | Playstation 4, Xbox One, PC | 2017 |
| Puzzle Fighter                                   | Mobile                      | 2017 |

### Marvel vs. Capcom
Morrigan fu la prima dei Darkstalkers a uscire dalla sua serie originale e a essere trapiantata nella serie Marvel vs. Capcom. Nel primo Marvel vs. Capcom: Clash of Super Heroes, non solo Morrigan era presente, ma c'era anche una Morrigan "stile Lilith" come personaggio nascosto. In Marvel vs. Capcom 2: New Age of Heroes a lei si uniscono altri Darkstalkers: Anakaris, B.B. Hood, e Felicia. In Marvel vs. Capcom 3: Fate of Two Worlds Morrigan appare completamente ridisegnata con uno sprite più moderno e in stile con la grafica del gioco per le console PlayStation 3 e Xbox 360. Nel gioco Morrigan è accompagnata da altri Darkstalkers: Felicia e Hsien-Ko.

### UDON Comics
Morrigan è presente anche nella versione a fumetti UDON Comics di Darkstalkers. È una succuba avventata che ha vissuto 300 anni visitando il mondo umano e divertendosi spesso a spese degli uomini che seduceva, e completamente dimentica degli impegni della famiglia Aensland. Il suo comportamento dava sui nervi al padre Belial, e spesso mette nei guai anche i suoi due servi Lucien e Mudo. Alla fine però, giunta a conoscenza del ritorno di Demitri, si reca dal padre per avvertirlo, ma scopre che non è in condizione di combattere. Per la prima volta prende coscienza della sua responsabilità e torna nel mondo umano per combattere Demitri, e dimostrarsi all'altezza di governare il regno di Makai e del potere che Belial aveva sigillato molti anni prima.

### Anime
In Giappone è stato tratto anche un anime intitolato Night Warriors: Darkstalker's Revenge che includeva una Morrigan più simile alla sua controparte dei giochi, raffigurandola come un membro di una famiglia reale più interessata al divertimento che ai doveri, come una figura di una nobile ricca che abbandonava spesso il regno per semplice noia, provocando lo sdegno dei membri più anziani della famiglia Aensland. Sebbene l'OVA mostra Donovan Baine come l'eroe principale della storia, si può dire che Morrigan era un po' più teatrale rispetto alla personalità guerriera che si intuisce dai giochi. Morrigan è spesso ritratta anche in fumetti hentai.

### Cartoon
Nel cartone animato americano di Darkstalkers Morrigan è rappresentata in modo radicalmente diverso dalla serie di videogiochi, conservando come tratto comune solo la sua qualità di succuba. Questa Morrigan, fisicamente più matura della giovane donna dei videogiochi, è una discendente di Morgana Le Fey, e una strega praticante. Alleata di Dimitri e Pyro, come le cattive delle serie animate dello stesso periodo è presentata come irascibile, viziata, gelosa, scostante, assetata di potere e incline a disprezzare il prossimo, non ritenendolo alla sua altezza se non durante occasionali momenti di codardia nei quali cerca di manipolare chi ha di fronte perché la salvi dal pericolo imminente.

## Apparizioni nei Picchiaduro
- Darkstalkers: The Night Warriors - 1994
- Night Warriors: Darkstalkers' Revenge - 1995
- Darkstalkers 3  - 1997
- Vampire Savior 2 - 1997 (Jap)
- Vampire Hunter 2 - 1997 (Jap)
- Marvel vs. Capcom: Clash of Super Heroes - 1997
- Pocket Fighter - 1997
- SNK vs. Capcom: The Match of the Millennium - 1999
- Vampire Chronicle for Matching Service - 2000 (Jap)
- Marvel vs. Capcom 2: New Age of Heroes - 2000
- Capcom vs. SNK: Millennium Fight 2000 - 2000
- Capcom vs. SNK: Pro - 2000
- Capcom vs. SNK 2 - 2001
- Vampire: Darkstalkers Collection - 2005
- Darkstalkers Chronicle: The Chaos Tower - 2005
- Tatsunoko vs. Capcom: Cross Generation of Heroes - 2008
- Tatsunoko vs. Capcom: Ultimate All-Stars - 2010
- Marvel vs. Capcom 3: Fate of Two Worlds - 2011
- Ultimate Marvel vs. Capcom 3 - 2011
- Marvel vs. Capcom: Infinite - 2017

### Altre apparizioni in giochi
- Super Puzzle Fighter II Turbo - 1996
- Gunbird 2 - 1998
- Namco × Capcom - 2005 (Jap)
- Project X Zone - 2012